# Převorská kultura

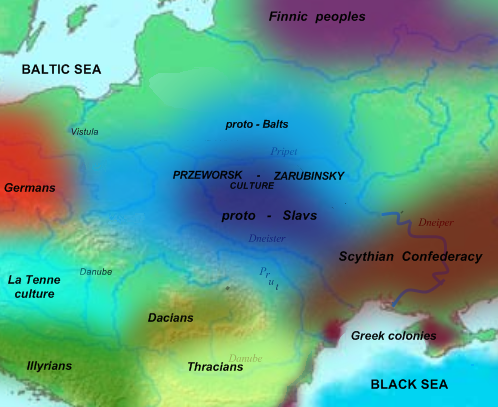
Převorská a další příbuzné archeologické kultury okolo roku 300 př. n. l.

Převorská kultura (Przeworská kultura) je archeologická kultura doby železné existující od 2. století př. n. l. do počátku 5. století v dnešním centrálním a jižním Polsku. Později se rozšířila na východní Slovensko a Podkarpatskou Rus. Je pojmenována po polském městě Převorsk.
Částečně navazovala na kulturu pomořanskou, patrné jsou i vlivy laténské a jastorfské. Konec převorské kultury se časově shoduje s invazí Hunů a migrací germánských kmenů na západ. Jiní badatelé zdůrazňují kontinuitu osídlení a zdůrazňují vliv společenské krize, která nadešla kvůli ukončení obchodních vztahů s Římskou říší. Na konci 5. století se na území převorské kultury usídlila slovanská kultura s keramikou pražského typu.

## Charakteristika
Její nositelé se živili zemědělstvím a obratně ovládali výrobu železa. Neopevněná sídliště stavěli na slunných svazích v blízkosti vodních toků. Obývali zpravidla domy se sloupovou konstrukcí s hliněnou pecí v jednom z rohů, ale stavěli také zahloubené domy.
Pohřbívali především žehem, popel byl ukládán do nádoby, jamky či byl rozptýlen. Existovali také hroby kostrové, které často obsahovali římské výrobky a jsou proto označovány jako knížecí. Na jejich existenci mohl mít vliv keltský substrát nebo Skytové. Vykazují také prvky germánské jako ukládání výzbroje a zabodávání štítu, kopí a meče do hrobu.
Keramika byla zhotovována jak na kruhu, tak v ruce, část z ní, stejně jako háčkovité ostruhy, připomíná keramiku raně slovanskou.

## Etnicita
Etnicita nositelů této kultury byla na počátku 20. století předmětem nacionálních sporů, slovanští badatelé je zpravidla ztotožňovali s předky Slovanů, němečtí s východními Germány, nejčastěji Vandaly a Burgundy. Je pravděpodobné, že převorská kultura byla polyetnická a vznikla setřením lokálních rozdílů pod vlivem římské kultury. Kromě Germánů a předků Slovanů se v ní nejspíše odrážel i keltský vliv.
Podle písemných záznamů na území převorské kultury žil kmen Venedů a germánský kmen Lugiů.